# Nienna
Nienna est un personnage de fiction du légendaire de l'écrivain britannique J. R. R. Tolkien. Elle est une Valië, la sœur de Námo et d'Irmo. Elle représente la souffrance d'Arda mais qui permet d'acquérir une certaine endurance.  Nienna est considéré comme une des huit plus puissantes entre les Valar.

## Histoire
Nienna avait aidé les Arbres de Valinor à pousser en arrosant la colline d'Ezehollar de ses larmes. Après que les Deux Arbres furent morts, Nienna pleura, ce qui permit, avec l'aide de Yavanna, de créer Anar et Isil : le Soleil et la Lune (que les Elfes considèrent comme étant du genre opposé : la Soleil et le Lune). C'est grâce à elle qu'Olorin (alias Gandalf) apprend la pitié et la compassion.